# Order Kolonialny Gwiazdy Włoch
Order Kolonialny Gwiazdy Włoch (wł. Ordine coloniale della Stella d’Italia, OCSI) – istniejące od 1914 do 1946 odznaczenie monarchii włoskiej.

## Historia
Order został ustanowiony 18 stycznia 1914 roku przez króla Wiktora Emanuela III i był przyznawany za zasługi zdobyte w koloniach włoskich w Afryce, szczególnie w Libii, która w tym roku stała się kolonią Włoch. Przeznaczony był głównie dla tubylców, którzy odnieśli zasługi przy umocnieniu panowania włoskiego w Afryce. Otrzymał pięć klas według tradycyjnego schematu Legii Honorowej:
- Kawaler Krzyża Wielkiego (Cavaliere di Gran Croce).
- Wielki Oficer (Grande ufficiale);
- Komandor (Commendatore)
- Oficer (Ufficiale),
- Kawaler (Cavaliere)

Liczba odznaczonych podlegała ograniczeniom: order mogło mieć najwyżej 150 Kawalerów, 50 Oficerów, 20 Komandorów, 7 Wielkich Oficerów i 4 Kawalerów Wielkiego Krzyża.
W roku 1943, po klęsce wojennej Włoch w Afryce, orderu zaprzestano nadawać, a w 1946 wygasł ostatecznie wraz z upadkiem monarchii we Włoszech.

## Insygnia
Insygnia orderu to oznaka i gwiazda I i II klasy. W tamtych czasach nie nadawano nie-chrześcijanom orderów w formie krzyża, a więc jako oznakę wybrano pięcioramienną, emaliowaną na biało gwiazdę, w której środkowym medalionie awersu znajdował się ukoronowany złoty monogram założyciela „VE III” w czerwonym polu, otoczony zielonym kręgiem z datą „1911”, zaś w medalionie rewersu złoty napis „Al merito coloniale” w czerwonym polu. Zawieszką dla klas I – IV była złota korona królewska, oznaka V klasy zawieszki nie posiadała. Wstążka orderu była czerwona z obustronnymi zielono-białymi bordiurami. Gwiazda I klasy była złota, ośmiopromienna z nałożonym na nią awersem oznaki, nieco mniejsza gwiazda II klasy była srebrna.
| Sposoby noszenia orderu |        |          |               |                          |
| Baretki                 |        |          |               |                          |
| Kawaler                 | Oficer | Komandor | Wielki Oficer | Kawaler Krzyża Wielkiego |